# 토리첼리의 실험

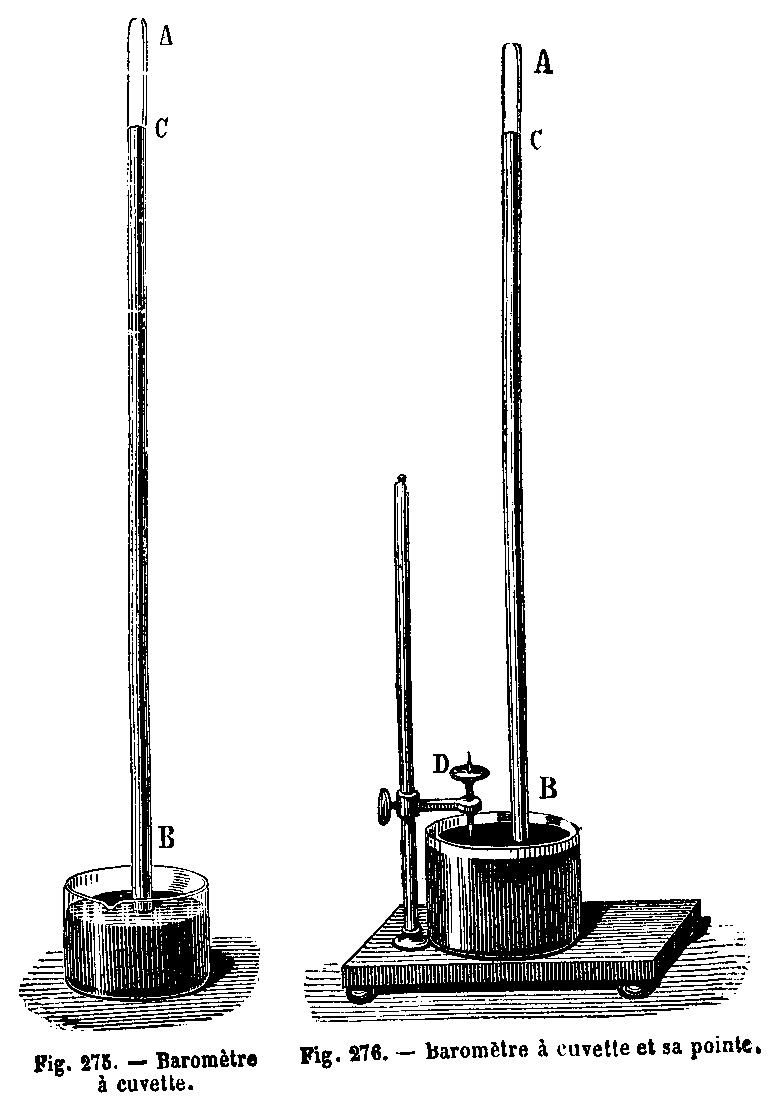
수은 관을 뒤집은 모습. 토리첼리는 이 실험의 원리를 이용하여 수은기압계를 발명했다.

토리젤리의 실험(영어: Torricelli's experiment)은 1643년 피사에서 과학자 에반젤리스타 토리첼리가 행한 실험을 가리키며, 이 실험의 목적은 진공의 존재를 증명해내는 것이었다.

## 진행 과정
먼저 그릇과 유리관을 준비한 다음, 관의 75% 가량이 찰 때까지 수은을 넣는다. 그 후 관을 뒤집으면서 공기 방울을 완벽하게 제거한다. 이후 관이 가득 찰 때까지 수은을 더 넣는다. 마지막으로, 관에 수은을 다 채운 후에는 관을 접시 위에서 통째로 뒤집으면 된다. 이 과정들을 모두 마치면, 수은은 중력에 의해 내려가다가 76 cm 지점까지 내려가면 더 이상 내려가지 않게 되며, 관을 흔들거나 기울여도 76 cm라는 값은 변하지 않는다. 수은이 76 cm에서 움직이지 않는 이유는 접시의 표면에 대기압이 작용하여 수은이 접시로 나오지 못하기 때문이다.

## 정리

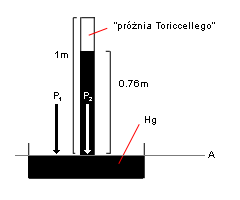
대기압이 수은을 떠받치는 원리.

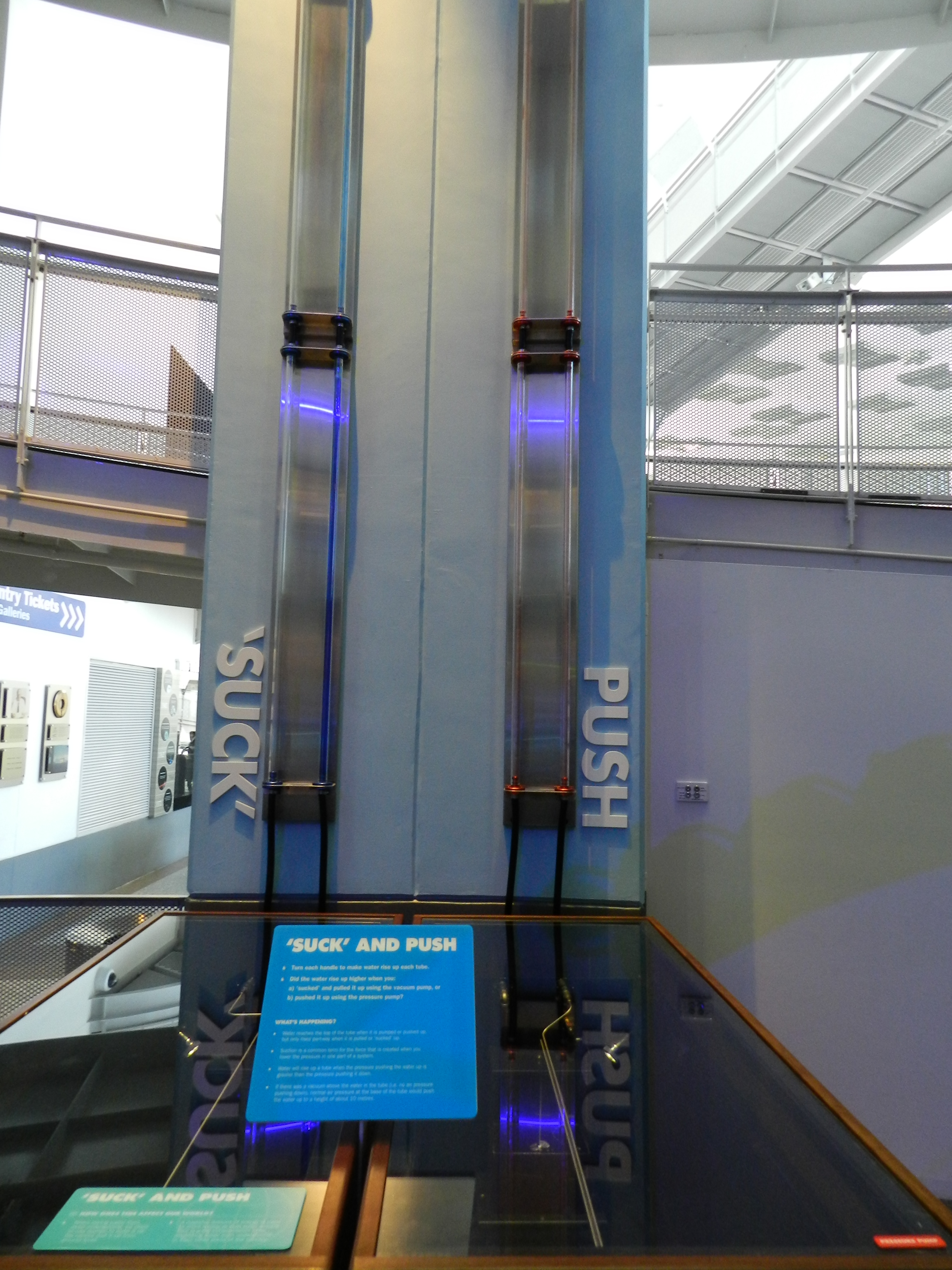
오스트레일리아 퀘스타콘 과학관에 있는 토리첼리 실험 모형.

토리첼리는 이 실험에서 대기압이 접시에 압력을 가해 수은이 빠져나오지 않음을 밝혀냈으며, 며칠 동안 실험을 계속하여 대기압이 변함에 따라 수은 기둥의 높이도 변함을 알아내었다. 관의 위쪽에 생기는 빈 공간은 토리첼리의 진공이라고 부른다.
- 760 mmHg = 1 atm
- 1 atm = 1 013 mbar 또는 hPa
- 1 mbar 또는 hPa = 0.7502467 mmHg

## 물을 사용한 실험 사진
- 토리첼리 실험을 물로 재현한 것으로, 물에 과망가니즈산 칼륨을 넣어 쉽게 알아보게 하였다.
- 실험에서 수은을 물로 대체하면 기둥의 높이는 약 10 m이다. 이 실험에서도 튜브를 건물 3층까지 올려야 물 기둥의 끝이 보였다.
- 실험 도중 아래에서 위를 보고 촬영한 사진.